# Výsluní
Výsluní är en stad i Tjeckien.   Den ligger i regionen Ústí nad Labem, i den nordvästra delen av landet, 90 km väster om huvudstaden Prag. Výsluní ligger 759 meter över havet och antalet invånare är 219.
Terrängen runt Výsluní är kuperad åt sydost, men åt nordväst är den platt. Runt Výsluní är det ganska tätbefolkat, med 120 invånare per kvadratkilometer. Närmaste större samhälle är Chomutov, 12,8 km öster om Výsluní. I omgivningarna runt Výsluní växer i huvudsak blandskog.